# Scelolophia purpurissata
Scelolophia purpurissata là một loài bướm đêm trong họ Geometridae.